# МКС-19
МКС-19 — дев'ятнадцятий довготривалий екіпаж Міжнародної космічної станції. Він розпочав свою роботу на борту станції 26 березня 2009 року. До складу експедиції МКС-19 входять три людини. Це останній екіпаж з трьох осіб на МКС.
29 травня 2009 року, на 91-й день, експедиція МКС-19 завершилась. Її екіпаж об'єднався з екіпажем корабля «Союз ТМА-15» утворивши новий довготривалий екіпаж МКС-20, перший екіпаж із шести осіб.

## Екіпаж
| Посада        | Член екіпажу              |
| ------------- | ------------------------- |
| Командир      | Геннадій Падалка, ФКА (3) |
| Бортінженер 1 | Майкл Барратт, НАСА (1)   |
| Бортінженер 2 | Коїчі Ваката, JAXA (3)    |